# Turza Mała (województwo warmińsko-mazurskie)
Turza Mała (niem. Klein Tauersee) – wieś w Polsce, położona w województwie warmińsko-mazurskim, w powiecie działdowskim, w gminie Płośnica.
W latach 1975–1998 wieś położona była w województwie ciechanowskim.
W miejscowości znajduje się neorenesansowy pałac Oehlrichów z lat 80. XIX w., przypuszczalnie zaprojektowany przez Ottona Marcha.

## Integralne części wsi
| SIMC    | Nazwa  | Rodzaj    |
| ------- | ------ | --------- |
| 1044985 | Prętki | część wsi |

## Zabytki
Do wojewódzkiego rejestru zabytków wpisane są obiekty:
- zespół pałacowy, 2 poł. XIX, XX: 
  - pałac
  - park